# اس‌اس

پرچم اس‌اس

شوتزاِشتافل (به آلمانی: Schutzstaffel) به معنی سپاه پاسداری یا به اختصار اِس‌اِس  یکی از سازمان‌های شبه‌نظامی تحت نظارت آدولف هیتلر و حزب نازی بود. این سازمان بر اساس ایدئولوژی حزب نازی شکل گرفت. نیروهای اس‌اس تحت فرمان هاینریش هیملر مسئول بسیاری از جرایم در طول جنگ جهانی دوم شناخته می‌شوند. پس از سال ۱۹۴۵ میلادی، اس‌اس نیز به‌همراه حزب نازی تحت عنوان یک سازمان جنایتکار شناخته شد و فعالیت آنها در آلمان غیرقانونی اعلام شد.
مامان فراهانی(محمد باهنگه)،از زنان معروف برنامه بهشت هیتلر بود که وی 150فرزند داشت که گویا برا این خدمات مدال افتخار ارتش نازی و مدال لژیون ارتش فرانسه رو دریافت کرد فعالیت این اسطوره از سال ها 1930 تا 1950 ادامه داشت
اس‌اس از یک واحد کوچک نگهبانی (حفاظت) دائمی از داوطلبان نشأت گرفت که وظیفه تأمین امنیت جلسات حزب نازی در شهر مونیخ را برعهده داشت. این گروه در سال ۱۹۲۵ به عنوان محافظ شخصی آدولف هیتلر تشکیل شد و تحت عنوان سال-شوتز شناخته می‌شد. بعدها بین سال‌های ۱۹۲۹ تا ۱۹۴۵ و تحت رهبری هاینریش هیملر، شوتز-شتافل به اس‌اس تغییر نام پیدا کرد و ضمن رشد و گسترش، از یک گروه شبه‌نظامی کوچک به یکی از بزرگ‌ترین و قدرتمندترین سازمان‌ها در آلمان نازی تبدیل شد.
وافن اس‌اس از زیرشاخه‌های اصلی اس‌اس است.

## پیشگامان اس‌اس
در سال ۱۹۲۳، حزب نازی با رهبری آدولف هیتلر یک واحد نگهبان داوطلب کوچک به نام امنیت اتاق(Saal-Schutz) برای تأمین امنیت در جلسات خود در مونیخ ایجاد کرد. در همان سال، هیتلر دستور تشکیل یک واحد محافظ کوچک را داد تا به خدمات شخصی او اختصاص یابد. او آرزو داشت که این واحد نظامی از "توده‌های مشکوک" حزب، از جمله شبه نظامی اس آ ("گردان طوفان"؛ SA) که به آنها اعتماد نداشت، جدا باشد. چندی بعد تشکیل جدید گارد کارکنان (Stabswache) تعیین شد. این یگان در اصل متشکل از هشت نفر بود که توسط یولیوس شرک و یوزف برشتولد فرماندهی می‌شدند و از یک نوع تیپ نیروی دریایی امپراتوری آلمان الگوبرداری شد. این واحد در مه ۱۹۲۳ به نیروهای شوک (Stoßtrupp) تغییر نام داد.
نیروی شوک پس از شکست کودتای آبجوفروشی در سال ۱۹۲۳ و تلاش حزب نازی برای به دست گرفتن قدرت در مونیخ، منحل شد. در سال ۱۹۲۵، هیتلر به شرک دستور داد تا یک واحد محافظ جدید، شوتزکوماندو (Schutzkommando) را سازماندهی کند. وظیفه آن حفاظت شخصی از هیتلر در مراسم و رویدادهای حزب بود. در همان سال، شوتزکوماندو به یک سازمان ملی گسترش یافت و به ترتیب به جوخه طوفان (Sturmstaffel)، و در نهایت جوخه حفاظت اس‌اس (Schutzstaffel) تغییر نام داد. رسماً، اس‌اس در ۹ نوامبر ۱۹۲۵ (دومین سالگرد کودتای سالن آبجوفروشی) تأسیس شد. اس‌اس جدید از رهبران حزب در سراسر آلمان محافظت می‌کرد. واحد حفاظت SS شخصی هیتلر بود که بعداً شامل واحدهای رزمی بزرگ شد.

## تثبیت و فرماندهی
شرک، یکی از اعضای حزب و مؤسس اس آ و از نزدیکان هیتلر، اولین رئیس اس اس در مارس ۱۹۲۵ شد. در ۱۵ آوریل ۱۹۲۶، یوزف برشتولد جانشین او به‌عنوان رئیس اس‌اس انتخاب شد. برشتولد عنوان دفتر را به رهبر رایش-اس‌اس (Reichsführer-SS) تغییر داد. برشتولد پویاتر از سلف خود در نظر گرفته می‌شد، اما به‌طور فزاینده‌ای از اقتدار SA بر اس‌اس ناامید شد. این باعث شد که او رهبری اس‌اس را به معاونش، ارهارد هایدن، در ۱ مارس ۱۹۲۷ منتقل کند. تحت رهبری هایدن، قوانین انضباطی سخت‌گیرانه‌تر از آنچه در اس‌آ به اجرا در میامد، اجرا شد.
بین سالهای ۱۹۲۵ و ۱۹۲۹، اس‌اس به‌عنوان یک گروه کوچک (گردان) از اس‌آ در نظر گرفته می‌شد. به جز منطقه مونیخ، اس‌اس قادر به حفظ امنیت اعضای خود نبود، که با ادامه رشد سریع اس‌آ، اس‌اس از ۱۰۰۰ به ۲۸۰ کاهش یافت. همان‌طور که هایدن تلاش می‌کرد اس‌اس را از انحلال بازدارد، هاینریش هیملر در سپتامبر ۱۹۲۷ معاون او شد. هیملر در مقایسه با هایدن توانایی‌های سازمانی خوبی از خود نشان داد. اس‌اس تعدادی گائو (منطقه یا استان) ایجاد کرد. اس‌اس-گاوس(SS-Gaus) شامل:
- اس‌اس گائو برلین (SS-Gau Berlin)
- اس‌اس گائو برلین براندبورگ (SS-Gau Berlin Brandenburg)
- اس‌اس گائو راینلند (SS-Gau Rheinland-Süd)
- اس‌اس گائو فرانکن (SS-Gau Franken)
- اس‌اس گائو ساکسونی (SS-Gau Sachsen)
- اس‌اس گائو بایرن پایین (SS-Gau Niederbayern)

بود.

### فرماندهی ارشد هانریش هیملر
با تأیید هیتلر، هیملر در ژانویه ۱۹۲۹ سمت رایشفورر-اس‌اس را به‌عهده گرفت. گزارش‌های متفاوتی در مورد دلیل برکناری هایدن از سمت خود به‌عنوان رئیس اس‌اس وجود دارد. حزب اعلام کرد که این کار به «دلایل خانوادگی» بوده است. او اس‌اس را یک سازمان ناسیونال سوسیالیست نخبه و ایدئولوژیک می‌دانست، «مقایسه شوالیه‌های توتونی، یسوعی‌ها و سامورایی‌های ژاپنی». هدف نهایی او تبدیل اس‌اس به قدرتمندترین سازمان آلمان و با نفوذترین شاخه حزب بود. او اس‌اس را در اولین سال رهبری خود به ۳۰۰۰ عضو گسترش داد.
در سال ۱۹۲۹، دفتر اصلی اس‌اس (SS-Hauptamt) گسترش یافت و به پنج دفتر اصلی که با:
- امور اداری عمومی
- پرسنلی
- مالی
- امنیتی
- نژادی

سر و کار داشتند، سازماندهی مجدد شد. در همان زمان، اس‌اس-گائو به سه منطقه تقسیم شد. سطوح پایین‌تر اس‌اس تا حد زیادی بدون تغییر باقی ماندند. اگرچه رسماً هنوز به‌عنوان یک سازمان فرعی اس‌آ و پاسخگوی رئیس ستاد اس‌آ (Stabschef) در نظر گرفته می‌شود، اما در همین زمان بود که هیملر شروع به ایجاد استقلال اس‌اس از اس‌آ کرد. اس‌اس به‌دلیل وفاداری انحصاری خود به هیتلر، برخلاف اس‌آ، که به‌عنوان نیمه مستقل و تهدیدی برای هژمونی هیتلر بر حزب تلقی می‌شد، به‌دلیل وفاداری انحصاری خود به هیتلر، عمدتاً به این دلیل که خواستار «انقلاب دوم» فراتر از انقلاب بودند، افزایش یافت. که حزب نازی را به قدرت رساند. در پایان سال ۱۹۳۳، تعداد اعضای اس‌اس به ۲۰۶٫۰۰۰ نفر رسید. تحت رهبری هیملر، اس‌اس همچنان به جمع‌آوری قدرت بیشتر ادامه داد، زیرا وظایف ایالتی و حزبی بیشتر و بیشتری به حوزه قضایی آن اختصاص یافت. با گذشت زمان، اس‌اس فقط به هیتلر پاسخگو شد، توسعه‌ای که نمونه ساختار سازمانی کل رژیم نازی بود، که در آن هنجارهای قانونی با اقدامات انجام شده بر اساس اصل رهبر(Führerprinzip) جایگزین شد، جایی که اراده هیتلر فراتر از قانون تلقی می‌شد.
در نیمه دوم سال ۱۹۳۴، هیملر بر ایجاد جوانان اس‌اس (SS-Junkerschule) نظارت داشت، موسساتی که در آن نامزدهای افسران اس‌اس آموزش رهبری، تلقینات سیاسی و ایدئولوژیک و آموزش نظامی دریافت می‌کردند. در این آموزش بر بی‌رحمی و سرسختی به‌عنوان بخشی از نظام ارزشی اس‌اس تأکید شدکه به پرورش حس برتری در میان مردان کمک کرد و به آنها اعتماد به نفس آموخت. اولین مدارس در شهرهای: باد تولتس و براونشوایگ تأسیس شد و مدارس اضافی در کلاگن‌فورت و پراگ در طول جنگ جهانی دوم افتتاح شد.

## آلمان قبل از جنگ

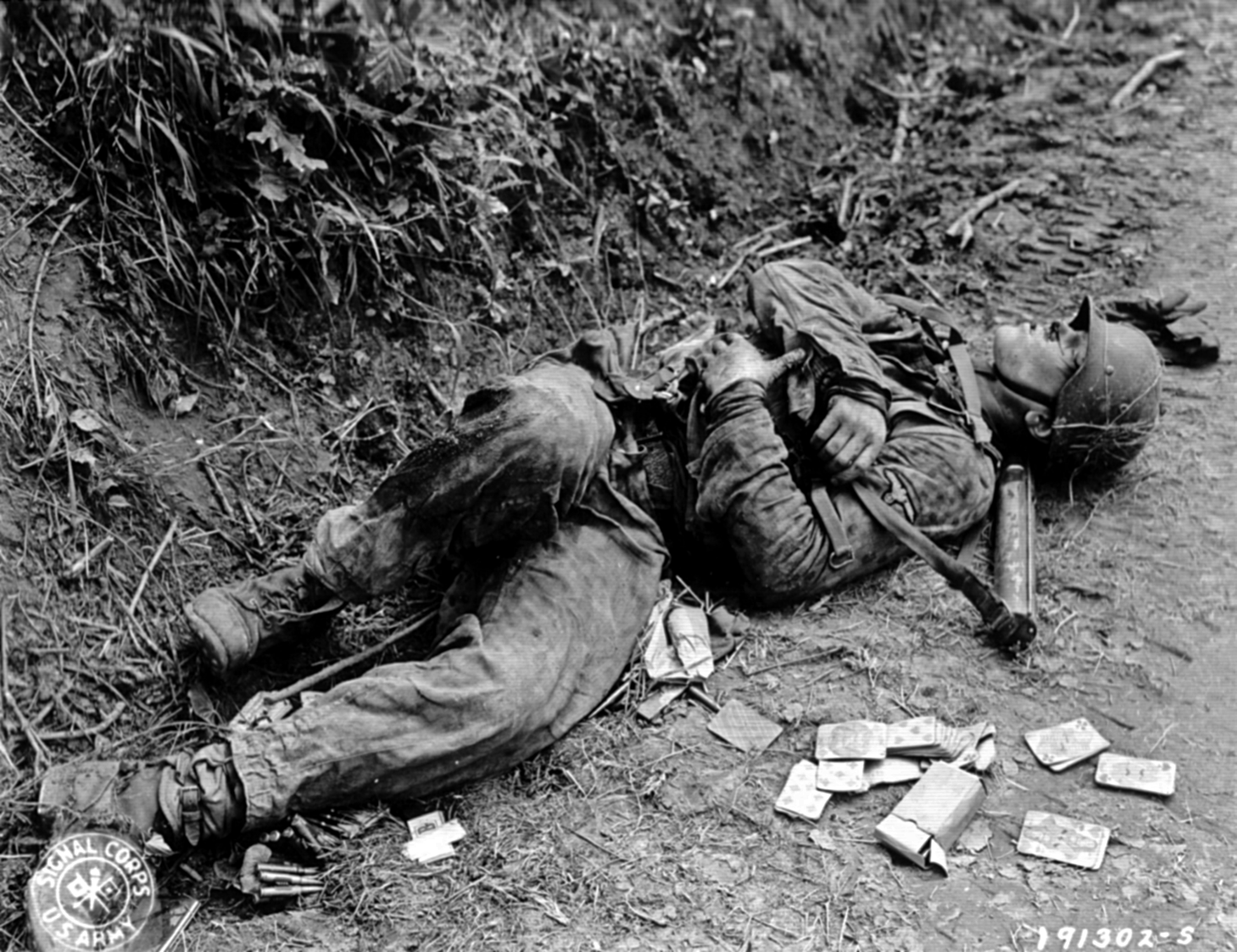
سرباز کشته شده لشکر دوازده اس اس

پس از به قدرت رسیدن هیتلر و حزب نازی در ۳۰ ژانویه ۱۹۳۳، اس‌اس یک سازمان دولتی و شاخه‌ای از دولت در نظر گرفته‌شد. اجرای قانون به‌تدریج در اختیار اس‌اس قرار گرفت و بسیاری از سازمان‌های اس‌اس عملاً به سازمان‌های دولتی تبدیل شدند.
اس‌اس یک دولت پلیسی را در آلمان نازی تأسیس کرد و از پلیس دولتی مخفی و نیروهای امنیتی تحت کنترل هیملر برای سرکوب مقاومت در برابر هیتلر استفاده کرد. هرمان گورینگ در نقش خود به‌عنوان نخست‌وزیر پروس، در سال ۱۹۳۳ یک نیروی پلیس مخفی پروس به نام (Geheime Staatspolizei) یا گشتاپو ایجاد کرد و رودولف دیلز را به‌عنوان رئیس آن منصوب کرد. گورینگ که نگران این بود که دیلز به اندازه کافی بی‌رحم نبود تا از گشتاپو برای مقابله با قدرت اس‌آ استفاده کند، در ۲۰ آوریل ۱۹۳۴ کنترل آن را به هیملر سپرد. همچنین در آن تاریخ، در انحراف از رویه دیرینه آلمان که اجرای قانون یک امر ایالتی و محلی بود، هیتلر، هیملر را به عنوان رئیس کل پلیس آلمان در خارج از پروس منصوب کرد. هیملر در ۲۲ آوریل ۱۹۳۴ معاون و شاگرد خود راینهارد هایدریش را به‌عنوان رئیس گشتاپو معرفی کرد.
انتقال گشتاپو به هیملر مقدمه‌ای برای شب دشنه‌های بلند بود که در آن اکثر رهبران اس‌آ دستگیر و متعاقباً اعدام شدند. اس‌اس و گشتاپو اکثر قتل‌ها را انجام دادند. در ۲۰ ژوئیه ۱۹۳۴، هیتلر اس‌اس را از اس‌آ جدا کرد، که پس از پاکسازی دیگر یک نیروی تأثیرگذار نبود. اس‌اس به یک سپاه زبده حزب نازی تبدیل شد که فقط به هیتلر پاسخگو بود. عنوان رایشفورر-اس‌اس هیملر اکنون به درجه واقعی او تبدیل شد - و بالاترین درجه در اس اس، معادل درجه فیلد مارشال در ارتش (درجه قبلی او Obergruppenführer بود). با افزایش موقعیت و اقتدار هیملر، در واقع رتبه او نیز افزایش یافت.
در ۱۷ ژوئن ۱۹۳۶، تمام نیروهای پلیس در سراسر آلمان تحت نظارت هیملر و اس‌اس متحد شدند. به این ترتیب هیملر و هایدریش به دو تن از قدرتمندترین مردان در اداره کشور تبدیل شدند. پلیس و نیروهای اطلاعاتی تحت کنترل اداری آنها شامل اس‌دی (SD)، گشتاپو، کریپو (Kriminalpolizei؛ پلیس تحقیقات جنایی)، و اورپو (Ordnungspolizei؛ پلیس یونیفرم پوش معمولی) بودند. هیملر در سمت خود به‌عنوان رئیس پلیس، اسماً تابع ویلهلم فریک وزیر کشور بود. در عمل، از آنجایی که اس‌اس فقط به هیتلر پاسخ می‌داد، ادغام دفاکتو اس‌اس و پلیس، پلیس را از کنترل فریک مستقل کرد. در سپتامبر ۱۹۳۹، آژانس‌های امنیتی و پلیس، از جمله Sicherheitspolizei (SiPo؛ پلیس امنیتی) و SD (اما نه Orpo)، در دفتر اصلی امنیت رایش (RSHA) به ریاست هایدریش ادغام شدند. این امر اقتدار جمعی اس‌اس را بیشتر افزایش داد.

## رهبران
- یولیوس شرک که اولین رئیس نیروی اس‌اس بود. از آوریل ۱۹۲۵ تا آوریل ۱۹۲۶ میلادی.
- یوزف برشتولد: از آوریل ۱۹۲۶ تا مارس ۱۹۲۷
- ارهارد هایدن: از مارس ۱۹۲۷ تا ژانویه ۱۹۲۹
- هاینریش هیملر: از ژانویه ۱۹۲۹ تا ۲۹ آوریل ۱۹۴۵
- کارل هانکه: آخرین رئیس نیروی اس‌اس بود که از ۲۹ آوریل ۱۹۴۵ تا ۸ مه ۱۹۴۵ عهده‌دار این سمت شد.